# Intel Core i7
Core i7處理器（中國大陸譯為酷睿i7）是英特爾於2008年11月17日推出的高階CPU品牌，第一代Core i7以Nehalem微架構為基礎，取代Intel Core 2系列處理器。Nehalem曾經是Pentium 4 10GHz版本的代號。Core i7的名稱並沒有特別的含義，Intel表示取i7此名的原因只是聽起來悦耳，「i」和「7」都沒有特別的意思，更不是指第7代產品。不過i3、i5及i7產品線命名方式類似於BMW汽車車款的命名。而Core就是延續Core 2處理器的成功。
Core i7處理器系列將不會再使用Duo或者Quad等字樣來辨別核心數量。Core i7處理器的目標是提升高性能計算和虚拟化性能。另外，在64位元模式下可以啟動宏融合模式，上一代的Core處理器只支援32位元模式下的宏融合。該技術可合併某些x86指令成單一指令，加快計算周期。
第一代Core i7使用LGA 1156（標準型號）和LGA 1366（旗艦型號），第二及第三代使用LGA 1155和LGA 2011，第四及第五代使用LGA 1150和LGA 2011-3，第六代及第七代使用LGA 1151和LGA 2066。第8代Core i7提供6核12執行緒版本，Intel於2017年推出頂級產品Core X系列處理器，取代Core i7 Extreme（酷睿i7極致版）的定位。第八代及第九代Core i7使用LGA 1151v2，不相容第六代及第七代Core i7的LGA 1151v1。第十代及第十一代Core i7使用LGA 1200，第十二代及第十三代的Core i7採用LGA 1700。

## 特點
Nehalem
- 支援超线程的技術，擁有六核心，十二線程。
- 記憶體控制器會內建於CPU中，支援三通道DDR3 SDRAM
- 支援Turbo Mode（後更名為Dynamic Speed[6]，目前的正式名稱為「Turbo Boost」，中文名「Intel渦輪加速」或「Intel睿頻」）技術，倘若有程式使用較多的處理器负载，處理器的頻率可以按步驟提升，此外，可以自動往上提升倍頻[7]該功能不需要作業系統的支援，完全由硬體監控[8]。
- 支援Power Gates技術，核心閒置的時候可被關閉。對比上一代的Core 2 Duo，Core i7的核心電阻可以被關閉，電流可以完全不通過核心。各個處理器核心可運作於不同的頻率和電壓[9]。
- Turbo Mode及Power Gates功能都是由一個單元提供，佔去大約一百萬個晶体管[10]。
- 放棄了傳統的FSB，使用新的Quick Path Interconnect（QPI），與AMD的HyperTransport相似。相比FSB，每一個處理器都可以有獨立的QPI通道與其他處理器連接，處理器之間不用再共享FSB頻寬，並繞路到北橋才能通訊。此外，QPI是雙向傳輸[11]。
- 指令集方面，SSE4的版本會提升為SSE 4.2，後者新增7條指令[12]。
- 處理器採用模組化設計<roost，不過Intel仍會限制其最高倍頻Ratio設定值。

Sandy Bridge
第二代/第三代Core i7可搭配的Z68、Z77晶片組將會除去DDR3記憶體Ratio限制，令記憶體超頻能力大大提升，不過Z68晶片卻改變了Base Clock Generate及DMICLK設計，由於P67完全整合了Clock Generate不再需要CK505 External，因此不再會出現Base Clock並只能調整DMICLK作超頻，此舉將令PCI-E及SATA Clock同時改變，大大提升Sandy Bridge CPU、Ivy Bridge CPU超頻難度。
- 繼承上一代的渦輪加速技術（Turbo Boost/Dynamic Speed），會根據運算需求自動提高處理器核心時脈以提升處理速度；
- 超執行緒技術，每核心可最多擁有雙線程的處理能力，i7-2600/2700系列擁有4核心8線程，i7-3800/3900系列更擁有6核心12線程；
- i7-2600/2700系列內建Intel HD Graphics顯示核心，儘管繪圖效能不如獨立顯示卡，但仍然擁有高解析度視訊回放能力，內建的Intel Quick Sync Video可支援硬體視訊解碼/編碼；
- 預設時脈普遍比上一代的要高，最低階的i7-2600仍然擁有3.4GHz的預設時脈（非節能版本）
- 改進記憶體控制器和快取，提升記憶體和快取的存取效能。

Ivy Bridge
Intel 7系列芯片组支援22nm制程处理器“Ivy Bridge”。Ivy Bridge系列处理器在应用程序上性能提高20%，在3D性能方面则提高了一倍，并且支持三屏独立显示等技术。
- 通过内嵌USB 3.0模块，支持原生USB3.0；
- 内嵌显示核心升级至Intel HD Graphics 4000，大大加强其图形处理能力；
- 新的22nm制程以及3D晶体管技术的应用使得新一代Intel Core i7处理器的功耗与发热量大幅下降；
- 新加入的PCI-E 3.0规范支持相对于上代规范带宽提高一倍，避免独立显卡带宽瓶颈（多见于SLI和CrossFire）；
- 升级内存控制器，使其支持最高DDR3-2800的记忆体频率，进一步加强其记忆体超频能力。

Haswell
- 22納米製程
- 新的Intel HD Graphics
- Intel Core處理器引入AVX2指令集
- 支援DDR4記憶體

Broadwell
- 14納米製程

Skylake/Kaby Lake
- 14納米製程
- 引入DMI 3.0匯流排
- 極致版Core i7/i9引入AVX-512指令集

Coffee Lake/Coffee Lake Refresh
- 14納米製程
- 應AMD Ryzen的推出，此代Core i7明顯增加了核心數

Comet Lake
- 14納米製程
- i3系列升級成四核心八線程

## 極致版處理器

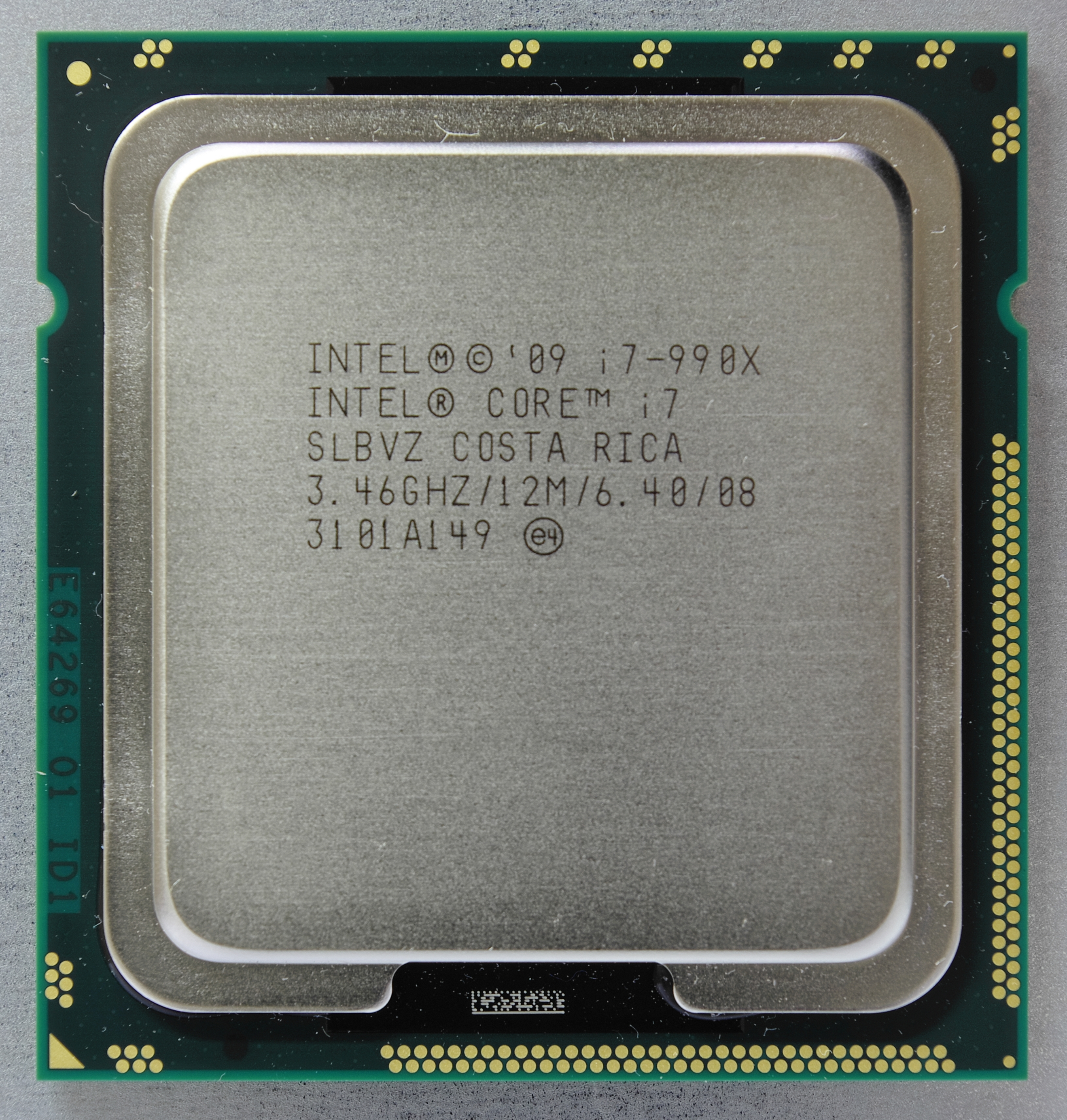
i7 990X

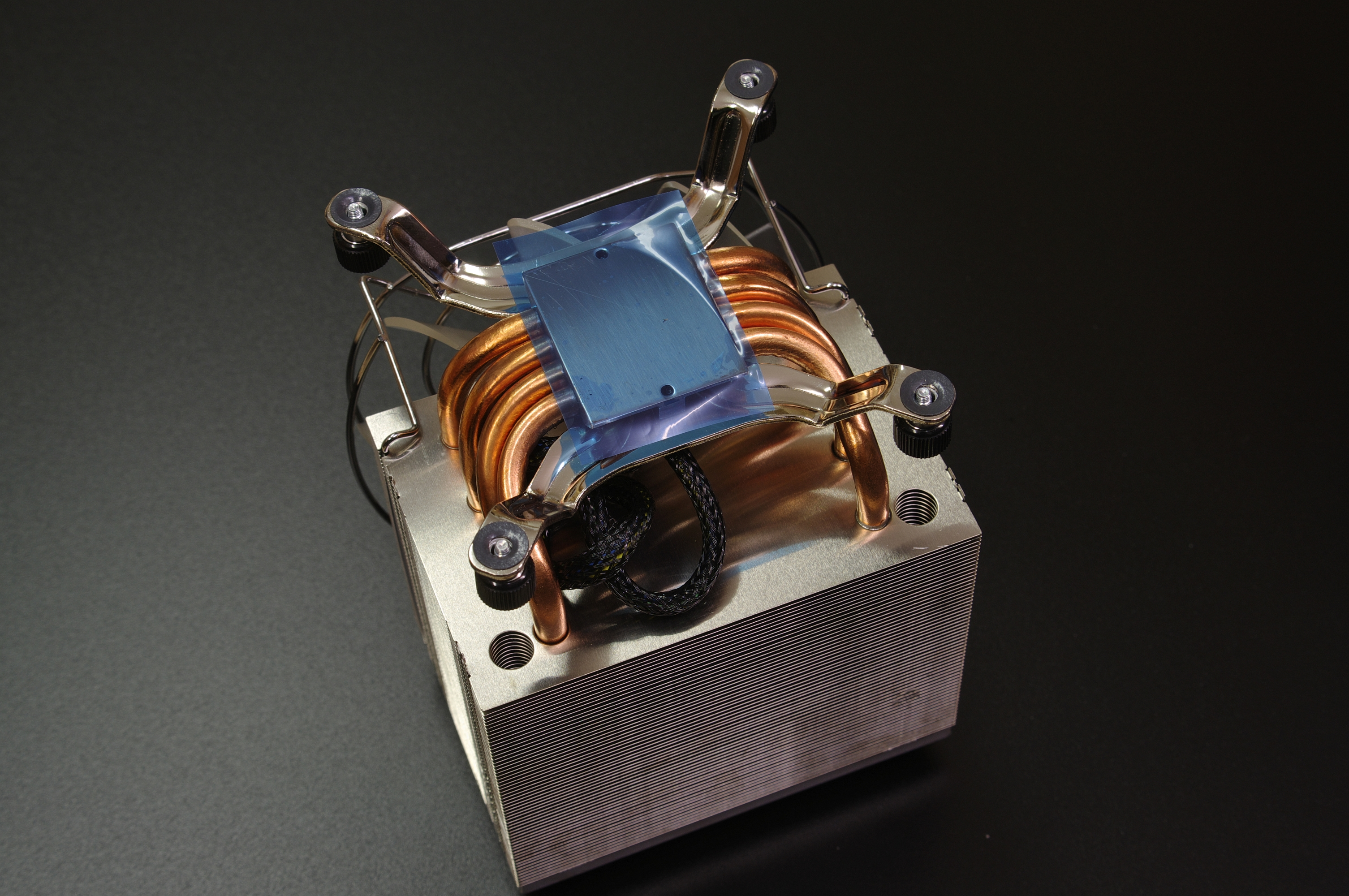
盒裝極致版i7原廠附屬散熱器

Core i7 Extreme Edition是針對電腦發燒友的頂級處理器，包裝及標誌均是黑色，型號的結尾為X，代表Extreme。極致版Core i7必須搭配Intel的X系列晶片組，如X58、X79、X99、X299晶片組。

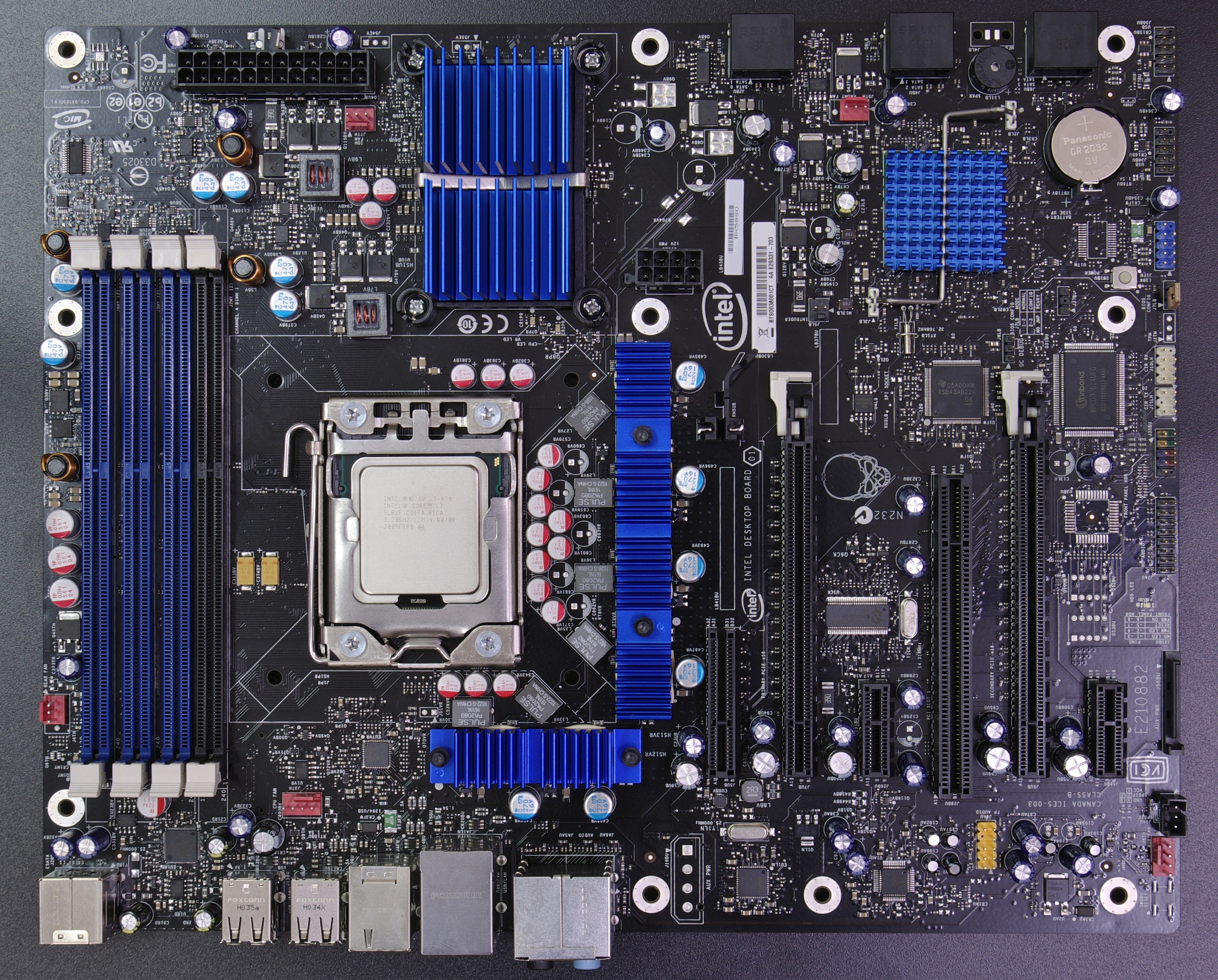
裝置於X58主機板上

2017年，英特爾推出Core X系列處理器（Core X主要包含Core i9 Extreme、Core i7 Extreme等處理器），取代Core i7 Extreme的定位，提供極致的效能與擴充性（如Core X系列處理器可提供多達44條PCIe線道，相比之下一般的桌上型Core系列處理器僅能提供16條PCIe線道）適合遊戲發燒友和創意工作者使用。

## 處理器列表
| Nehalem      | Bloomfield     | 45nm    | 2008年11月    |
| Nehalem      | Lynnfield      | 45nm    | 2009年9月     |
| Nehalem      | Gulftown       | 32nm    | 2010年3月     |
| Sandy Bridge | Sandy Bridge   | 32nm    | 2011年1月     |
| Sandy Bridge | Sandy Bridge-E | 32nm    | 2011年第4季   |
| Sandy Bridge | Ivy Bridge     | 22nm    | 2012年4月29日 |
| Sandy Bridge | Ivy Bridge-E   | 22nm    | 2013年9月10日 |
| Haswell      | Haswell        | 22nm    | 2013年        |
| Haswell      | Haswell-E      | 22nm    | 2014年第3季   |
| Haswell      | Broadwell      | 14nm    | 2015年        |
| Haswell      | Broadwell-E    | 14nm    | 2016年第1季   |
| Skylake      | Skylake        | 14nm    | 2015年8月5日  |
| Skylake      | Skylake-X      | 14nm    | 2017年5月     |
| Skylake      | Kabylake       | 14nm    | 2017年1月6日  |
| Skylake      | Kabylake-X     | 14nm    | 2017年5月     |
| Skylake      | Coffeelake     | 14nm    | 2017年10月5日 |
| Skylake      | Cannonlake     | 10nm    | 2018年        |
| Skylake      | Cascadelake-X  | 14nm    | 2018年Q4      |
| Skylake      | Ice Lake       | 10nm    | 2020年        |
| Skylake      | Tiger Lake     | 10nm    | 2021年        |
| Skylake      | Alder Lake     | Intel 7 | 2022年        |

## 晶片組支援
|            | 入門 | 主流 | 主流 | 主流 | 主流 | 主流 | 高階 | 高階 | 極致版 |
| 晶片組代號 | H    | B    | H    | P    | Q    | Q    | Z    | Z    | X      |
| ---------- | ---- | ---- | ---- | ---- | ---- | ---- | ---- | ---- | ------ |
| 5系列      | H55  |      | H57  | P55  |      | Q57  |      |      | X58    |
| 6系列      | H61  |      | H67  | P67  | Q65  | Q67  |      | Z68  |        |
| 7系列      |      | B75  | H77  |      | Q75  | Q77  | Z75  | Z77  | X79    |
| 8系列      | H81  | B85  | H87  |      | Q85  | Q87  |      | Z87  |        |
| 9系列      |      |      | H97  |      |      |      |      | Z97  | X99    |
| 100系列    | H110 | B150 | H170 |      | Q150 | Q170 |      | Z170 |        |
| 200系列    |      | B250 | H270 |      |      | Q270 |      | Z270 | X299   |
| 300系列    | H310 | B360 | H370 |      |      | Q370 | Z370 | Z390 |        |
| 400系列    | H410 | B460 | H470 |      |      | Q470 |      | Z490 |        |

## 外部連結
- Intel 產品規格資料庫（页面存档备份，存于）